# Времяпролётный счётчик
Времяпролётный счётчик (также времяпролётный детектор, англ. TOF (time-of-flight)-detector) — это детектор, предназначенный для идентификации элементарных частиц времяпролётной методикой, то есть определение скорости по времени пролёта частицы от мишени до детектора.
В качестве времяпролётных детекторов в физических установках используются годоскопы определённой площади, которая необходима для обеспечения заметного углового аксептанса при значительных пролётных расстояниях, до ~10-20 м.
Базовыми элементами подобных счётчиков могут служить газовые резистивные плоские камеры (РПК) (англ. Resistive Plate Chamber (RPC)) и плоскопараллельная камера (ППК) (англ. Parallel-Plate Avalanche Chamber (PPAC)), а также длинные сцинтилляционные счётчики с малым поперечным сечением на основе пластмассовых сцинтилляторов. RPC и PPAC характеризуются высоким временным разрешением, 50-100 пс, но имеют серьёзные ограничения по скорости счёта и эффективности регистрации частиц. Временное разрешение, эффективность и скорость счёта этих счётчиков зависят друг от друга и от ионизирующей способности проходящих через них частиц.
Все эти проблемы снижаются в случае применения длинных сцинтилляционных счётчиков с малым поперечным сечением (длина счётчика значительно больше его ширины в плоскости годоскопа и толщины вдоль направления импульса падающей частицы). При удовлетворительном на сегодня временном разрешении ~100-200 пс для счётчиков характерны высокие быстродействие и эффективность регистрации частиц, ~100 %, возможность работы в сильных магнитных полях, до ~1.5 Тл, простота и надёжность конструкции, стабильность характеристик при длительной эксплуатации.
Времяпролётный метод определения скорости имеет некоторые преимущества и весьма эффективен при идентификации частиц. Этот метод широко используется на ускорителях и в астрофизических исследованиях.